# John C. Coleman
John Christopher Coleman (* 13. Juli 1940) ist ein britischer Psychologe, Psychiater und Hochschullehrer.
Coleman erlangte seinen Abschluss an der McGill University in Montreal. Darauf erwarb er 1966 den PhD am University College London, sein klinisches Praktikum absolvierte er am Middlesex Hospital. 1989 gründete er den forschungsorientierten Trust for the Study of Adolescence. Er war Senior Research Fellow am Department of Education der Universität Oxford (2006–2015). Danach wurde er Visiting Professor an der University of Bedfordshire. Er arbeitete am Royal London Hospital in Whitechapel und leitete die Jugendpsychiatrie von Chalvington.
2001 erhielt er den Order of the British Empire.
Sein Interesse gilt vor allem der Adoleszenz, wozu er 1980 das Buch The nature of adolescence veröffentlichte, das vier Auflagen erreichte. Darin stellte der das fokale Modell vor, wonach die Jugendlichen in verschiedenen Altersstufen sich auf bestimmte, nicht scharf abgegrenzte Probleme konzentrieren. Das relativierte die bisherige Stufentheorie.
Er gibt die Reihen Adolescence and society und Understanding adolescence heraus. Er gab 1984–2000 das Journal of Adolescence heraus.

## Schriften
- The Nature of Adolescence (Adolescence and Society), 4. Auflage, Routledge 2010, ISBN 978-0415564199 (zuerst 1980)
- Teenagers and Sexuality, 1995, ISBN 978-0340621059
- Teenagers Under Stress, 2. Auflage 1993, ISBN 978-1871504088

## Einzelbelege
1. ↑  The Centre for Emotional Development - issues relating to Child and Adolescent Mental Health | The Centre for Emotional Development. Abgerufen am 20. August 2020.
2. ↑  Malcolm Dean: Growing pains. In: The Guardian. 30. November 2005, ISSN 0261-3077 (theguardian.com [abgerufen am 20. August 2020]).
3. ↑  BBC NEWS | In Depth | Birthday Honours 2001
4. ↑  John C. Coleman, Leo B. Hendry: The Nature of Adolescence. Psychology Press, 1999, ISBN 978-0-415-19898-1 (google.de [abgerufen am 20. August 2020]).